# Neolophonotus hara
Neolophonotus hara är en tvåvingeart som beskrevs av Jason Gilbert Hayden Londt 1986. Neolophonotus hara ingår i släktet Neolophonotus och familjen rovflugor. Inga underarter finns listade i Catalogue of Life.